# 梁哲夫
梁哲夫（1920年12月11日—1992年9月7日）出生於廣東省台山縣。1930年，學習書畫。1931年至1950年間，入讀廣州市立美專。
戰爭時期曾於中學教授美術課程，爾後於中央警官學校甲級警官班第一期畢業。抗戰勝利後，曾當任警察局督察長一職，後轉往海南礦業局任職於行政工作並兼管附屬劇團亦曾兼任導演一職。
1950年，遠赴香港。為電影繪製廣告看板，因與粵語電影圈人士來往，漸對電影發生興趣。隨後參與粵語殿影攝製，初時以擔任場記、編劇、副導演，1958年，並與堂兄梁樂音合導首部粵語黑白文藝劇情片《苦海鴛鴦》（1956年4月27香港首映，1958年9月14日臺北首映）。
1957年，隨梁樂音轉往臺灣定居，其橫跨粵語、臺語和國語片場域，大多以執導臺語片為主。在臺合作較多的台語影星，有小艷秋、龍松，中、後期的白蘭、陳揚、柳青。
1963年，加入「台聯影業公司」，與賴國材合作約10年，執導國、臺語片幾近數十部。
1969年，逐漸以執導國語片為主，其《重慶一號》獲得第8屆金馬獎（1970年）發揚民族精神特別獎。
1971年，國語片《尋母十七年》獲得第17屆亞太影展最佳編劇提名。同年曾轉香港執導粵語片《特警勇戰黃金豹》。
1972年至1982年，自組公司拍片，執導國語片《上海大亨》等片。1982年，執導國語片《地藏王》（為其最後一部作品）。後因病至美國療養。
1992年8月27日，接受國家電影資料館專訪。同年9月7日病逝於臺北，享年71歲。

## 作品

### 導演
1956年：
- 《苦海鴛鴦》（英文：The Miserable Lovers），香港粵語歌唱音樂文藝片。編劇/導演：（梁哲夫、梁樂音），演員：白雪仙、羅劍郎、林丹虹、長江、姜中平、檸檬、李鵬飛、葉夏利、周婷婷。出品：中華

1957年：
- 《火葬場奇案》

1958年：
- 《添丁發財》
- 《明知失戀真艱苦》

1959年：
- 《羅小虎與玉嬌龍》
- 《孟姜女》
- 《無情夜快車》

1960年：
- 《秋怨》
- 《羅小虎與玉嬌龍完結篇》
- 《海龍王招親》
- 《奴才生狀元》
- 《唐伯虎點秋香》
- 《新詹典嫂》
- 《孤女報母仇》

1962年：
- 《妲己敗紂王》
- 《我愛我君我愛子(上集)》，編劇：林東陞
- 《我愛我君我愛子（下集)》，編劇：林東陞
- 《釋迦傳(說法篇)》，編劇：林東陞
- 《釋迦傳(誕生篇)》，編劇：林東陞
- 《媽媽為著你》
- 《黃金大鷹城》
- 《母淚滴滴紅》
- 《石獅吐血》
- 《暴君秦始王》

1963年：
- 《我愛我君我愛子》
- 《相逢台北橋》
- 《約會在台北》
- 《未卜先知》
- 《高雄發的尾班車》
- 《約會八點半》

1964年：
- 《七仙女（續集）》	（國語，黃梅調歌唱古裝劇）－導演：梁哲夫，監製：賴國財。主要演員：張小燕、柳青、林璣、李冠章、戽斗。台聯影業公司發行。
- 《七仙女(完結篇)》	（國語，黃梅調歌唱古裝劇）－導演：梁哲夫，
- 《愛河別君三年後》
- 《等你一年過一年》
- 《土包子》
- 《一斤十六兩》
- 《愛河別君三年後》
- 《台北發的早車》（英文：Early Train From Taipei）
- 《田庄兄哥》
- 《難忘橋邊》
- 《惜別夜港邊》

1965年：
- 《送君心綿綿》
- 《誰要叫你媽媽》
- 《心愛彼個人》
- 《泰山與寶藏》
- 《藍色警界線》
- 《我為你心酸》
- 《間諜紅玫瑰》
- 《台北街頭》
- 《我愛少年家》

1966年：
- 《金鎖匙》
- 《真假紅玫瑰》
- 《天馬霜衣》
- 《天涯俠侶》
- 《霧夜淡水河》

1967年：
- 《相逢在橋邊》
- 《秦雪梅》
- 《苔痕》（英文：Lover no return）

1968年：
- 《目蓮救母》（英文：Moolien Saves Mother）
- 《吉人天相》

1969年：
- 《姜子牙下山》

1970年：
- 《陳靖姑》
- 《包公遊地府》（英文：Bow Kung's jurisdiction in the hades）
- 《重慶一號》
- 《長江一號》
- 《誰來愛我》
- 《特警勇戰黃金豹》（英文：Super Cop Vs the Leopard）

1971年：
- 《尋母十七年》
- 《香港客遊台灣》（英文：Hong Kong Tourists in Taiwan）

1972年：
- 《識途老馬》

1973年：
- 《試婚》

1974年：
- 《追追追》
- 《大殺三方》（英文：The Lone Hero）
- 《吾家有女惹人迷》

1977年：
- 《大怒漢與俏媳婦》
- 《空房玉女癡情郎》
- 《唐三藏》

1978年：
- 《冷血寒獅》

1982年：
- 《上海大亨》

1982	《新目蓮救母》
1989年：
- 《地藏王》（英文：The Saviour Monk）

### 編劇
1955年：
- 《血洗少林刀》（英文：The Blood-stained Swords of Shaolin）

1956年：
- 《苦海鴛鴦》（英文：The Miserable Lovers），香港粵語歌唱音樂文藝片。編劇/導演：（梁哲夫、梁樂音），演員：白雪仙、羅劍郎、林丹虹、長江、姜中平、檸檬、李鵬飛、葉夏利、周婷婷。出品：中華

1958年：
- 《添丁發財》

1958	《無情恨薄命》
1960年：
- 《海龍王招親》
- 《奴才生狀元》

1962年：
- 《媽媽為著你》

1964年：
- 《惜別夜港邊》
- 《難忘橋邊》
- 《愛河別君三年後》

1965年：
- 《我愛少年家》

1966年：
- 《霧夜淡水河》

1967年：
- 《相逢在橋邊》

1974年：
- 《吾家有女惹人迷》

## 榮譽
- 1969年，執導國語片《重慶一號》， 榮獲第八屆金馬獎（1970年）發揚民族精神特別獎。
- 1971年，國語片《尋母十七年》榮獲第17屆（1971年）亞太影展最佳編劇提名。

## 外部連結
- 梁哲夫/ 導演/ 影人目錄 （页面存档备份，存于）財團法人國家電影中心
- 香港影庫首頁 （页面存档备份，存于）香港影庫
- 苦海鴛鴦/ 影史庫 （页面存档备份，存于）MOVIECOOL